# 1992-es Formula–1 német nagydíj
A német nagydíj volt az 1992-es Formula–1 világbajnokság tizedik futama.

## Futam
Németországban a Williamsek ismét a McLarenek előtt voltak Mansell-lel az élen, Patrese, Senna és Berger előtt. A rajt után az első négy helyezett sorrendje nem változott. Mansell és Patrese egyre nagyobb előnnyel rendelkezett a McLarenek előtt. Senna és a Benettonok kivételével a mezőny összes tagja kiállt a boxba. Berger kiállása nem sikerült jól, majd az osztrák ki is esett. A kiállások után Senna vezetett Mansell, Schumacher és Patrese előtt. Mansell nem elégedett meg a második hellyel és megelőzte Sennát a vezető pozícióért. Ezután Patrese előzte meg Schumachert a harmadik helyért. Patrese ezután Sennát kezdte üldözni, eközben a leggyorsabb kört is megfutotta. Az utolsó előtti körben már a brazil mögött haladt, az utolsóban pedig már támadta is. Előzési kísérlete nem sikerült és kavicságyba csúszott ki. Mansell nyolcadik győzelmét aratta Senna, Schumacher, Brundle, Alesi és Comas előtt.
| Helyezés | #  | Versenyző          | Csapat/Motor          | Futott körök | Idő/Kiesés oka | Rajthely | Pontszám |
| -------- | -- | ------------------ | --------------------- | ------------ | -------------- | -------- | -------- |
| 1        | 5  | Nigel Mansell      | Williams-Renault      | 45           | 1:18:22,032    | 1        | 10       |
| 2        | 1  | Ayrton Senna       | McLaren-Honda         | 45           | + 4,500        | 3        | 6        |
| 3        | 19 | Michael Schumacher | Benetton-Ford         | 45           | + 34,462       | 6        | 4        |
| 4        | 20 | Martin Brundle     | Benetton-Ford         | 45           | + 36,959       | 9        | 3        |
| 5        | 27 | Jean Alesi         | Ferrari               | 45           | + 1:12,607     | 5        | 2        |
| 6        | 26 | Érik Comas         | Ligier-Renault        | 45           | + 1:36,498     | 7        | 1        |
| 7        | 25 | Thierry Boutsen    | Ligier-Renault        | 45           | + 1:37,180     | 8        |          |
| 8        | 6  | Riccardo Patrese   | Williams-Renault      | 44           | Kicsúszás      | 2        |          |
| 9        | 9  | Michele Alboreto   | Footwork-Mugen-Honda  | 44           | + 1 kör        | 17       |          |
| 10       | 21 | Jyrki Järvilehto   | Dallara-Ferrari       | 44           | + 1 kör        | 21       |          |
| 11       | 22 | Pierluigi Martini  | Dallara-Ferrari       | 44           | + 1 kör        | 18       |          |
| 12       | 24 | Gianni Morbidelli  | Minardi-Lamborghini   | 44           | + 1 kör        | 26       |          |
| 13       | 17 | Paul Belmondo      | March-Ilmor           | 44           | + 1 kör        | 22       |          |
| 14       | 29 | Bertrand Gachot    | Larrousse-Lamborghini | 44           | + 1 kör        | 25       |          |
| 15       | 33 | Maurício Gugelmin  | Jordan-Yamaha         | 43           | + 2 kör        | 23       |          |
| 16       | 16 | Karl Wendlinger    | March-Ilmor           | 42           | + 3 kör        | 10       |          |
| Kiesett  | 15 | Gabriele Tarquini  | Fondmetal-Ford        | 33           | Motorhiba      | 19       |          |
| Kiesett  | 4  | Andrea de Cesaris  | Tyrrell-Ilmor         | 25           | Motorhiba      | 20       |          |
| Kiesett  | 12 | Johnny Herbert     | Lotus-Ford            | 23           | Motorhiba      | 11       |          |
| Kiesett  | 28 | Ivan Capelli       | Ferrari               | 21           | Motorhiba      | 12       |          |
| Kiesett  | 11 | Mika Häkkinen      | Lotus-Ford            | 21           | Motorhiba      | 13       |          |
| Kiesett  | 2  | Gerhard Berger     | McLaren-Honda         | 16           | Elektronika    | 4        |          |
| Kiesett  | 3  | Olivier Grouillard | Tyrrell-Ilmor         | 8            | Motorhiba      | 14       |          |
| Kiesett  | 30 | Katajama Ukjó      | Larrousse-Lamborghini | 8            | Kicsúszás      | 16       |          |
| Kiesett  | 10 | Szuzuki Aguri      | Footwork-Mugen-Honda  | 1            | Kicsúszás      | 15       |          |
| Kiesett  | 23 | Alessandro Zanardi | Minardi-Lamborghini   | 1            | Váltó          | 24       |          |
| NK       | 32 | Stefano Modena     | Jordan-Yamaha         |              |                |          |          |
| NK       | 7  | Eric van de Poele  | Brabham-Judd          |              |                |          |          |
| NK       | 14 | Andrea Chiesa      | Fondmetal-Ford        |              |                |          |          |
| NK       | 8  | Damon Hill         | Brabham-Judd          |              |                |          |          |
| NeK      | 34 | Roberto Moreno     | Moda-Judd             |              |                |          |          |
| Kiz      | 35 | Perry McCarthy     | Moda-Judd             |              |                |          |          |

## A világbajnokság élmezőnyének állása a verseny után
| H  | Versenyzők         | Pont | H  | Konstruktőrök    | Pont |
| -- | ------------------ | ---- | -- | ---------------- | ---- |
| 1. | Nigel Mansell      | 86   | 1. | Williams-Renault | 126  |
| 2. | Riccardo Patrese   | 40   | 2. | Benetton-Ford    | 49   |
| 3. | Michael Schumacher | 33   | 3. | McLaren-Honda    | 44   |
| 4. | Ayrton Senna       | 24   | 4. | Ferrari          | 15   |
| 5. | Gerhard Berger     | 20   | 5. | Lotus-Ford       | 7    |

## Statisztikák
Vezető helyen:
- Nigel Mansell: 40 (1-14 / 20-45)
- Riccardo Patrese: 5 (15-19)

Nigel Mansell 29. győzelme, 25. pole-pozíciója, Riccardo Patrese 13. leggyorsabb köre.
- Williams 59. győzelme.

Martin Brundle 100. versenye.
Andrea Chiesa utolsó versenye.